# SR-71 블랙버드
록히드 SR-71 블랙버드(Lockheed SR-71 Blackbird)는 록히드 사(現 록히드 마틴)의 스컹크 웍스에서 개발한 전략정찰기로, 블랙버드(Blackbird)라는 별칭을 가지고 있다.
32대가 생산되었으며, 현재는 모두 퇴역하였다.
세계에서 가장 빠른 유인 항공기로, 고도 2만4천 미터의 성층권(약 7만8천740 피트/ 24km) 상공에서 마하 3.3(4,039km)에서 최대 67,344km)까지 운항이 가능하다.

## 개발 배경
1960년대, 베트남전이 이루어지고 있던 당시, 미국은 소련의 정찰을 위하여 U-2를 소련에 계속 보내고 있었다.
그러나 1960년. U-2가 소련 상공에서 격추 당하면서 당시 미소 회담을 추진하던 존 F. 케네디는 회담 직전 다시 본토로 돌아올수 밖에 없었다.
U-2는 고도 21km를 나는 '전략 정찰기' 인데, 소련에 정체가 밝혀지면서 대체할만한 정찰기가 필요해진 미국은 결국 기존의 U-2가 날던 고도에 엄청난 속도를 더하면 미사일도 따라오지 못할 것이다라는 생각을 가지고 새로운 전략 정찰기를 찾기 시작해서 나온것이 록히드 사의 SR-71이다.

## 특징
SR-71의 목적상, 고고도 초고속 운항에 의한 마찰열로 인하여 기체 외부의 온도가 섭씨 300~500도까지 올라가는 고온의 환경에서도 변형이 되지 않는 러시아산 티타늄으로 제작되었고, 마찰열이 조종석에 영향이 가지 않도록 특수 설계되었다.
또, 마찰열로 인해서 기체 각 부품간의 열팽창으로 인한 문제를 방지하기 위하여 각 부품간 간격을 넓게 잡았다.
덕분에 지상에서는 연료가 새나오는 문제점이 생기고, 음속 돌파 시 소닉붐 현상이 종종 발생하곤 했다. 이로 인해 이륙시에는 최소한의 연료로 이륙 후, 공중급유기를 사용하여 연료 재보급 후 활동하곤 했다.
워낙 고고도로 날아다니는 특성 때문에 조종사복도 우주복에 준하는 특수 감압복을 착용하고 감압실에서 감압과정을 거친 후 감압테스트를 통과해야 실전 비행이 가능했으며, 100% 산소만 보급했다고 한다.
SR-71에는 스텔스 성능이 있다고 알려져 있지만, 사실이 아니다.
다만, 스텔스기의 특성처럼 레이다 반사 면적(RCS)을 줄이기 위하여 노력하였다.
그 예로 동체 길이에 비해 매우 작은 꼬리 날개와, 레이다 흡수 물질(RAM)을 발라서 레이다 반사 면적을 최소한으로 줄였다.
SR-71의 원형인 A-11 설계안이 진행되고 있을 무렵, 구조 설계자 한 명이 동체 옆에 삐죽하게 튀어나온 차인을 달아서 RCS를 줄여보자는 아이디어를 냈고 그 아이디어를 채용해 설계하니 RCS가 무려 90%나 감소했다. 이 차인을 최대한 유용해서 만든 원형기가 A-12이다.
이로 인해서 SR-71은 동체 크기에 비해 레이다에는 경비행기 정도의 크기로 표시되었다.
물론 스텔스기가 아니므로 레이다로 감지할 수 있다고는 하여도 이 비행기를 격추할 수 있는 것은 아니었다.
미사일을 쏴도 날아가는 시간에 이미 저 멀리 도망가는 바람에 도저히 잡을 수가 없었다.
SR-71은 4,000번이 넘는 격추시도에도 실제로 단 한 번도 격추당한 일이 없었으며 비행할 때마다 상대편 국가들은 종종 UFO나 레이다 오류로 추정하였다.
한국의 방공기지에서도 종종 대만에서 날아와 북한하고 만주를 관통해 같은 코스로 다시 복귀하는 걸 관측하기도 했는데, 레이다가 한 바퀴 돌 때마다 대만 상공-여수-조선민주주의인민공화국-만주 순으로 사라져갔다고 한다.
어느 정도 빠른가 하면 보통의 소총탄이 마하2(시속 2,448km) 정도의 속도를 가졌으며 총알과 레이스를 할 경우 총알보다 훨씬 빠르게 추월이 가능할 정도였다.
더욱 놀라운 건 비행하는 내내 이 속도를 유지할 수 있으며 그것도 공기가 거의 없는 거나 마찬가지인 지역에서 활동한다는 것이다.
초음속 비행으로 인한 열 때문에 검은색 도료를 발랐는데, 미 공군에서 글씨를 박아야 된다는 말에 고온에도 변색되지 않는 하얀색 페인트를 만들었다고 한다.
하지만 엄청난 소음에다 배기가스로 발생되는 잦은 민원, 막대한 연료소모로 엄청나게 비싼 유지비용, 잦은 기체 고장으로 인한 복잡하고 번거로운 정비 관계로 일찍 퇴역하여 박물관에 전시되는 즉, 콩코드 여객기하고 비슷한 운명을 맞고 말았다.
1994년 북핵 사태시 한정적으로 재복귀하려는 시도가 있었으나 클린턴 행정부의 반대로 무산되었다.
또한 요즘은 키홀 같은 정찰 인공위성을 쓰는 편이 더 싸고 정확한 정보를 전달하기 때문에 재취역시킬 생각은 역시 안 하게 되었다.
반면 U-2기는 장시간 체공 능력 때문에 아직도 요긴하게 잘 쓰고 있다.
그러나 미국이 이 기체의 개발 노하우가 타국으로 가는 걸 막기 위해서 SR-71의 구체적인 제작과 관련한 자료를 모두 파기했고 전용으로 만들어진 공구도 전부 폐기처분 되었다.
그래서 결국 스컹크 웍스에 남은 건 노하우와 일반적인 기술자료뿐이었다고 알려진다.
이 기종은 2인승이 기본인데 2번째 좌석은 정찰요원이 타는 좌석이라 앞이 거의 안보인다.그래서 SR-71 훈련기로 사용하기 위해서 이 두 번째 좌석을 더 높이고 돌출되게 해서 시야를 확보해서 두 번째 좌석에서도 조종이 가능한 기체가 있다.
이 기체는 3대가 양산되었다.

## SR-71 이름의 진실
원래 이름은 RS-71로 Recon & Strike이나, 당시 미 공군 참모 총장인 커티스 르 메이 총장이 자신이 원하는 전략 정찰기(Strategic Reconnaissance)로 이름을 바꾸기 위하여 대통령 연설 원고에 RS를 SR로 바꾸었다고 한다.
결국 현재의 이름인 SR-71(Strategic Reconnaissance)이 탄생하게 된다.
당시 대통령이던 린든 B. 존슨이 원래 이름과 다르게 읽는 바람에 스컹크 웍스의 모든 문서를 당시 돈으로 수천 달러를 들여 수정해야했다.

## 모델
A-12
SR-71의 원본이다. SR-71 채용 전 CIA에서 쓰고 있었다. 후에 미 공군에서 이걸보고 새롭게 2인승 전략 정찰기를 제작해서 나온 것이 SR-71이다.
68년 푸에블로 호 사건 이후 북한에서 최후의 임무 비행 후 SR-71에게 임무를 넘겨주고 전량 퇴역하였다.
SR-71A
SR-71의 최초 모델이다.
SR-71B
SR-71A의 계량된 버전으로 앞좌석에 가려 앞이 잘 보이지 않던 뒷좌석을 위로 올려 뒷좌석에서도 조종이 가능하게 만든 모델이다. 총 3대가 생산되었다.
SR-71C
SR-71의 통합 훈련기이다.

## 등장 영화
- 《트랜스포머 : 패자의 역습》(Transformers: Revenge of the Fallen): 제트파이어(Jetfire)의 모델
- 《엑스맨 : 퍼스트 클래스》(X-Men: First Class)
- 나는 전설이다 (I Am Legend)

## 같이 보기
- 미코얀-구레비치 MiG-25